# Алёнино-Захонье
Алёнино-Захонье — деревня в юго-восточной части Порховского района Псковской области. Входит в состав сельского поселения «Логовинская волость».
Расположена в 20 км к юго-востоку от города Порхов и в 2 км к востоку от волостного центра Логовино. Соседние деревни: Бельское Устье (2,5 км), Бараново (1 км).
Численность населения по состоянию на 2000 год составляла 23 жителя.